# Варяг (видавництво)
«Варяг» — видавництво, що працювало у Варшаві в 1933—1939.

## Історія
Видавництво постало з літературної групи «Танк», до якої входили Юрій Липа, Євген Маланюк, Павло Зайцев, Авенір Коломиєць, Юрій Косач, Андрій Крижанівський, Наталя Лівицька-Холодна, Петро Холодний — молодший, Олена Теліга, Борис Ольхівський.

## Видання
Видавництво випускало літературний неперіодичний журнал «Ми», книжки творів Наталі Лівицької-Холодної, Святослава Гординського, Бориса Ольхівського, Андрія Крижанівського та інших українських письменників.